# Xiangqi

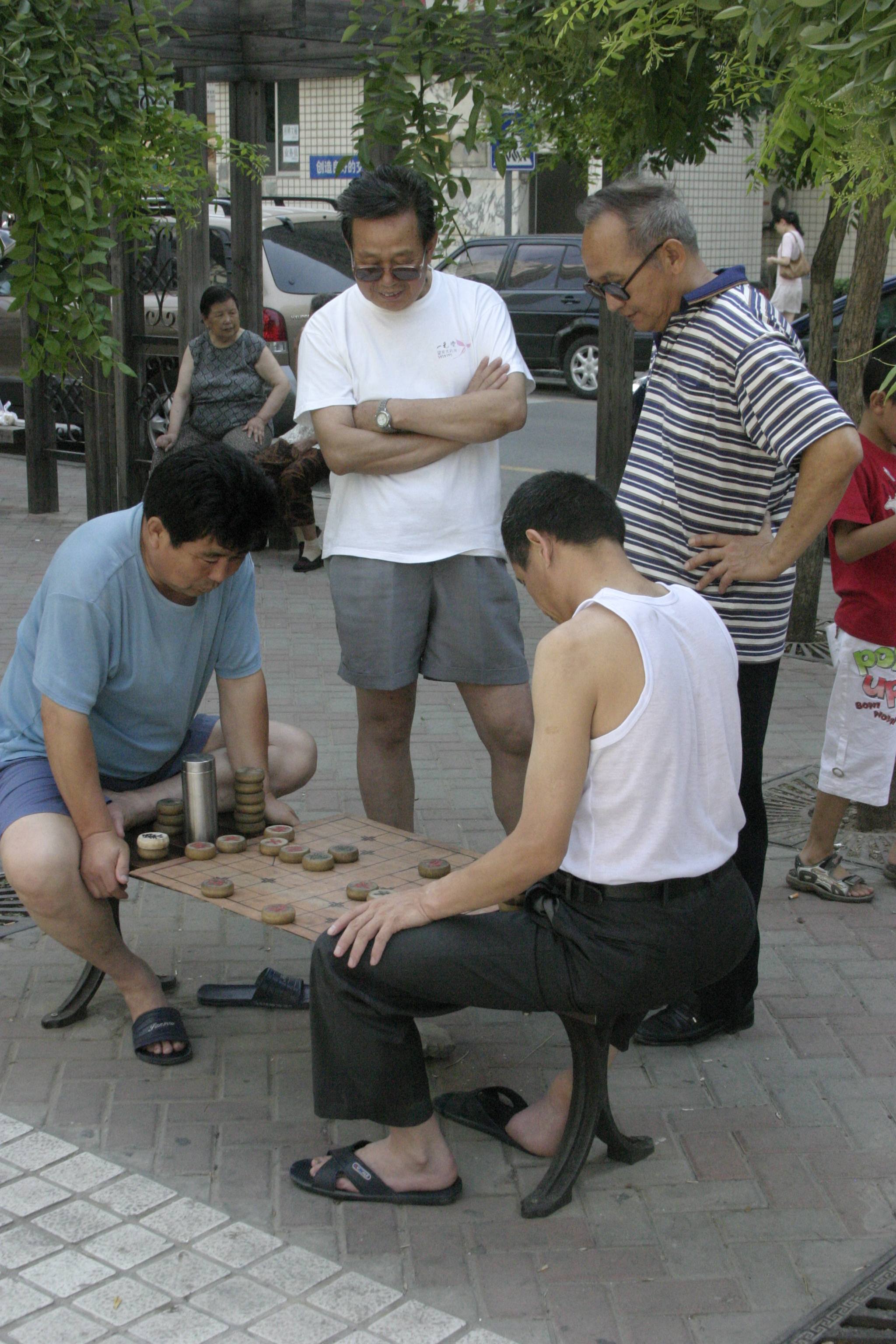
Xiangqi spelas utomhus i Peking

Xiangqi (på kinesiska: 象棋, uttal: [ɕi̯aŋ˥˩tɕʰi˧˥]) även kallat kinesiskt schack är ett kinesiskt strategiskt brädspel för två personer. Tillhör samma familj som den västliga schackvarianten, indisk chaturanga, japansk shogi och koreanska janggi. Den första orddelen 'xiàng' betyder "bild" eller "representativ", men kan också betyda "elefant". Hela uttrycket Xiangqi kan bokstavligen översättas som "representativt schack" eller "elefantens spel".

## Spelet
Som ett strategiskt krigsspel för två är Xiangqi en modell av en konflikt mellan två härstyrkor - målet är att sätta kejsaren schackmatt. Det finns en flod och två fort/fästningar/palats. Efter två-tre partier kommer en genomsnittlig spelare vara förtrogen med brickornas rörelser.

## Brädet
Man spelar med 32 brickor, 16 på varje sida av floden. Den ena hären är blå, grön eller svart och den andra vanligtvis röd. De två härarna är lika, bricka för bricka, men de kinesiska symbolerna symboliserar ord eller sättningar som beskriver varje här. Brädet är ett nät på 9 x 10 linjer, som bildar 90 punkter. Brickorna rör sig på skärningspunkterna. Linjerna bryts av en "flod" som påverkar två pjäser (soldaten och elefanten). På varje sida av floden finns ett stort X som representerar de två, 9 punkter stora, fästningarna. Två av pjäserna kan inte röra sig utanför fästningen (kejsaren och rådgivaren).

## Pjäserna
Pjäserna kan delas upp i fyra grupper: de som inte kan flyttas utanför fästningen; de som inte kan korsa floden; de som kan korsa floden och de som blir uppgraderade av att korsa floden.
1. Kan inte flyttas utanför fästningen:
Kejsare (eller general), röd 帥, svart 將: Rör sig en punkt horisontellt eller vertikalt. Aldrig diagonalt.
Rådgivare (eller mandarin), röd 仕, svart 士: Rör sig en punkt diagonalt.
2. Kan inte korsa floden:
Elefant (röd elefant kallas också minister), röd 相, svart 象: Rör sig två punkter diagonalt. Kan inte hoppa över pjäser.
3. Kan korsa floden:
Häst, röd 傌, svart 馬: Rör sig en punkt horisontalt eller vertikalt och sedan en punkt diagonalt i samma riktning (aldrig i omvänd ordning). Till skillnad från västerländskt schack kan hästen i kinesiskt schack inte hoppa över pjäser.
Torn (eller vagn), röd 俥, svart 車: Rör sig vertikalt eller horisontalt över hela brädet. Kan inte hoppa över pjäser.
Kanon (eller katapult), röd 炮, svart 砲: Rör sig som tornet, men slår pjäser på ett speciellt sätt; genom att hoppa över en pjäs (antingen en egen pjäs eller en motståndarpjäs) kan den slå nästa pjäs längs samma linje oavsett hur långt bort denna pjäs befinner sig. Kanonen kan inte hoppa över en pjäs om den inte samtidigt slår (och kan inte slå en pjäs utan att hoppa över).
4. Uppgraderas av att korsa floden:
Soldat, röd 兵, svart 卒: Rör sig en punkt vertikalt innan floden korsas. Därefter kan man välja om soldaten skall röra sig en punkt vertikalt eller en punkt horisontalt. Soldaten kan inte röra sig bakåt och förvandlas inte när den når sista raden. När soldaten uppnått den sista raden kan den därför fortsättningsvis endast flytta horisontalt. En annan skillnad från det vanliga schackets bönder är alltså att soldaten inte rör sig diagonalt när den slår pjäser.

Pjäsernas placering på brädet är alltså enligt följande. Nedersta raden: torn, häst, elefant, rådgivare, kejsare, rådgivare, elefant, häst, torn. På tredje raden står de båda kanonerna och på raden framför dem de fem soldaterna.

Pjäsernas relativa värde: Pjäsernas värde varierar naturligtvis i hög grad utifrån den aktuella ställningen. Generellt kan man dock på ett schematiskt sätt uppställa följande ungefärliga "värden":
Torn: 9. Tornet är den starkaste pjäsen, och det är viktigt att snabbt få ut den i spel.
Kanon: 4–5. Kanonen är en viktig angreppspjäs, i synnerhet i början av spelet eller i mittspelet. I takt med att pjäsernas antal under spelets gång blir färre reduceras dock kanonens användbarhet, då det finns färre pjäser att hoppa över.
Häst: 4. Till skillnad från vad fallet är med kanonen ökar hästens värde något i takt med att pjäserna försvinner, då hästen med ett mindre antal pjäser på brädet har ett friare spelrum och inte lika lätt kan bli utsatt för blockering.
Elefant: 2. Ofta är det en fördel att ha elefanterna sammankopplade så att de kan skydda varandra. Om den ena elefanten förloras reduceras ofta väsentligt den andra elefantens värde.
Rådgivare: 2. Rådgivarna skyddar kungen mot angrepp från i synnerhet torn. 
Soldat: 1–2. Den högre värdet syftar på soldatens värde efter att den passerat floden. Soldatens värde är med andra ord ganska lågt och det är långt ifrån någon katastrof att förlora en eller flera soldater.

Övriga regler: De båda kejsarna kan inte stå "ansikte mot ansikte", d.v.s. stå mittemot varandra utan att det finns någon pjäs mellan. Kejsarna utövar alltså en viss fjärrverkan mot varandra, vilket inte sällan kan utnyttjas vid t.ex. mattsättning.
"Dragupprepning", som i västerländskt schack resulterar i remi, är inte tillåtet i Xiangqi. Det är således inte tillåtet att t.ex. schacka kejsaren fram och tillbaka i en s.k. evig schack. Normalt måste den som är den aggressiva parten, d.v.s. den som hotar, bryta dragupprepningen.
Om en spelare inte kan utföra något drag är partiet förlorat för denne spelare. En s.k. pattställning innebär alltså inte remi (oavgjort), som i västerländskt schack.
Röd gör det första draget.

## Bakgrund
Legender och muntliga traditioner berättar att Xiangqi uppfanns av den kinesiska generalen Chan Thsin, trehundra år innan vår tideräkning börjar. Han skapade spelet för att trupperna skulle ha något att göra under vintern. Spelet är baserat på militär strategi och tänkande och kan vara en möjlig föregångare till det schackspel som spelas i väst. Det är mycket populärt över hela Kina, Asien och bland kineser i utlandet.